# Molino de Efrén (Ademuz)

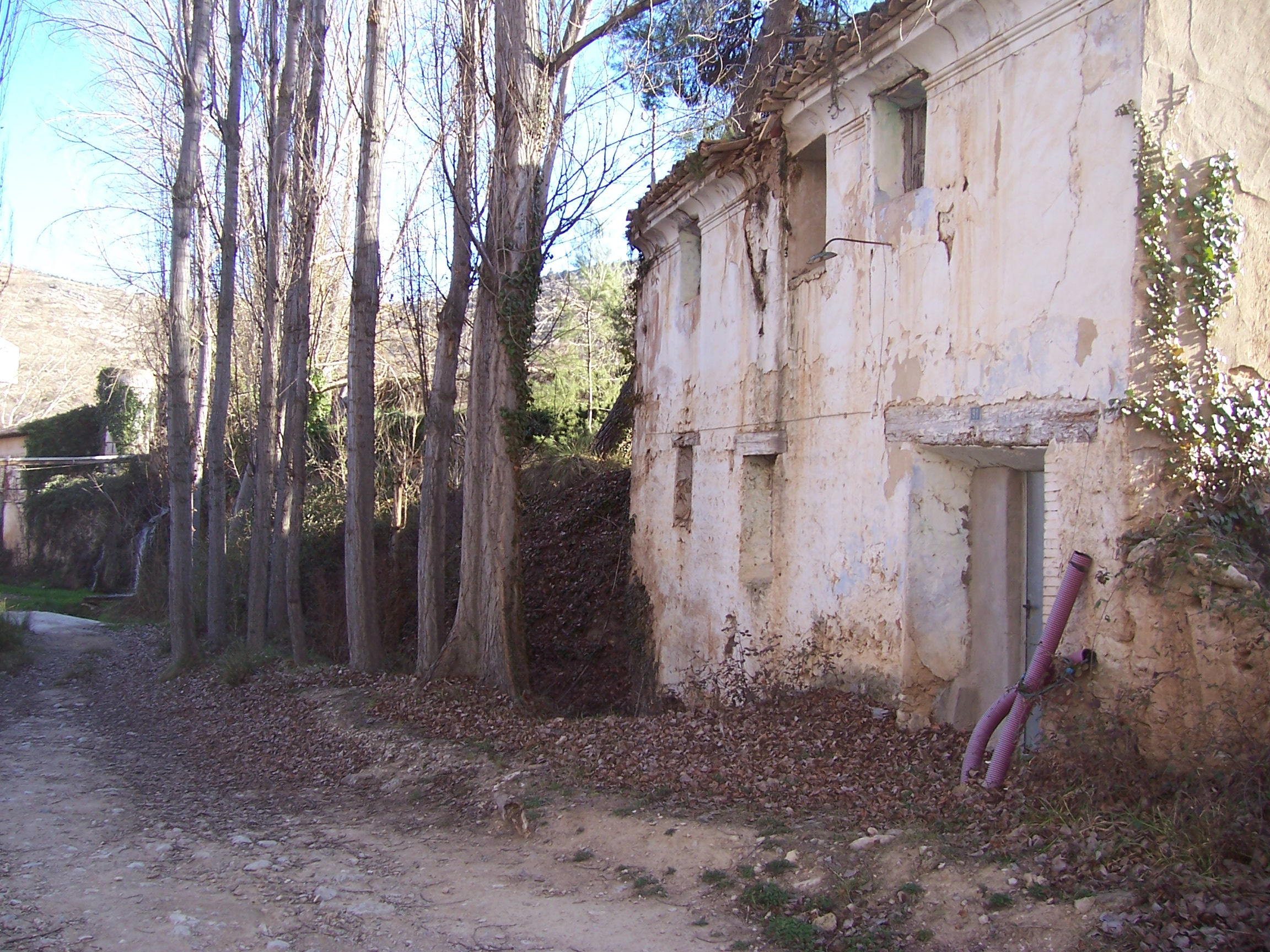
Molino de Efrén., mediados. Ademuz

El Molino de Efrén se sitúa a orillas del río Bohilgues, afluente de Turia, en las cercanías de la villa de Ademuz, provincia de Valencia (España).

## Historia
El edificio fue construido en 1844 por el señor Calza, miembro bien estante de la villa.
Se trata de un molino harinero de dos muelas, el último en erigirse en el término municipal de Ademuz, y el penúltimo en cesar su actividad, en la década de 1960. En la actualidad se halla fuera de uso y pendiente de restauración.